# Sagnarelli
Les sagnarelli ([saɲɲaˈrɛlli]) sont un type de pâtes en forme de ruban originaires des Abbruzes. Elles se présentent sous la forme de rubans rectangulaires, au bord cannelé. Elles sont habituellement servies avec une sauce à la crème et leur texture parfois inégale aide à mieux retenir les sauces épaisses.